# Edward Sturlis

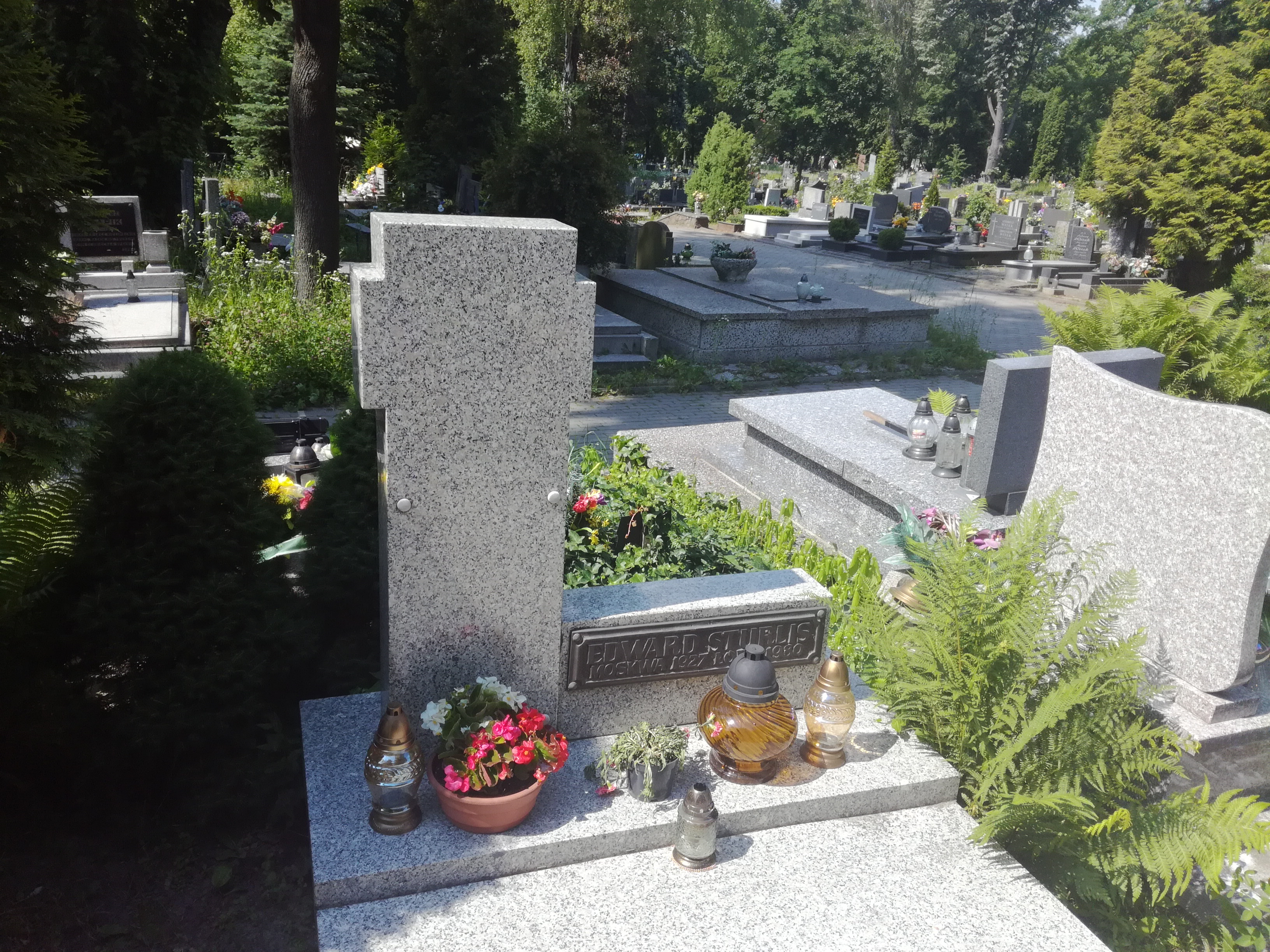
Grób Edwarda Sturlisa na cmentarzu komunalnym Doły

Edward Sturlis (ur. 23 września 1927 w Moskwie, zm. 13 grudnia 1980 w Łodzi) – polski reżyser filmów animowanych.

## Życiorys
W latach 1938–1941 wystąpił w pięciu radzieckich filmach dla dzieci. W 1943 został zatrudniony jako rysownik filmów animowanych. W latach 1945–1946 był asystentem scenografa w Wytwórni Sojuzdietfilm. W roku 1946 przybył do Polski. Został asystentem Zenona Wasilewskiego w Studiu Filmów Kukiełkowych w Łodzi (późniejszy Se-Ma-For). W 1954 rozpoczął samodzielną pracę jako reżyser filmów lalkowych. W latach 1975–1976 zrealizował w Kanadzie dwadzieścia trzyminutowych filmów animowanych.
Jest jednym z bohaterów książki Jerzego Armaty Anima. Mistrzowie polskiej animacji (wyd. EGoFILM, Warszawa 2025).
Pochowany na łódzkim cmentarzu komunalnym Doły (kw. IVB-6-40).

## Reżyseria
- 1955 – Kocmołuszek
- 1956 – Przygody rycerza Szaławiły
- 1957 – Przygoda Sindbada Żeglarza
- 1958 – Czekając na króla
- 1958 – Damon
- 1959 – Bellerofon
- 1960 – Karaluszysko
- 1961 - Orfeusz i Eurydyka
- 1961 – Manguar
- 1962 – Imieniny Jacka
- 1963 – Maskotki
- 1964 – Wybryki w kredensie
- 1964 – Plaża
- 1965 – Miejsce
- 1965 – Kwartecik
- 1969 – Danae
- 1972 – Rzeka
- 1975 – Klomb
- 1975-1983 – Przygody skrzatów
- 1976 - Colargol na Dzikim Zachodzie
- 1977 – Podejrzenie
- 1978 - O pieknej Parysadzie
- 1979 - Jajko